# هاري إرفينغ ثاير
هاري إرفينغ ثاير (بالإنجليزية: Harry Irving Thayer)‏ هو سياسي أمريكي، ولد في 10 سبتمبر 1869 في الولايات المتحدة، وتوفي في 10 مارس 1926 في نفس البلد. حزبياً، نشط في الحزب الجمهوري. وقد انتخب عضو مجلس النواب الأمريكي.